# Xã St. Bernard, Quận Platte, Nebraska
Xã St. Bernard (tiếng Anh: St. Bernard Township) là một xã thuộc quận Platte, tiểu bang Nebraska, Hoa Kỳ. Năm 2010, dân số của xã này là 502 người.